# Franco Santunione
Franco Remigio Santunione, född 1962 i Midsommarkransen i Stockholm, är en svensk gitarrist, låtskrivare och musikproducent. Han debuterade 1980 i metalbandet Glory Bells Band. Han blev sedan gitarrist i rockgruppen Electric Boys 1988–1992. Därefter medlem i sleezebandet Reptile Smile 1993–1995. Han var även med i gruppen Locomotive, vars debutalbum släpptes 2015. Franco Santunione var med i återföreningen av Electric Boys 2009 men är sedan 2020 inte med i originaluppsättningen. Han har fortsatt sitt musicerande i Black Paisley och bluesbandet Cirkus Prytz. Efternamnet Santunione härstammar från Sassuolo, Emilia-Romagna, Italien.

## Diskografi
- 1982 - Dressed in Black - Glory Bells Band (Sound of Scandinavia)
- 1984 - Century Rendezvous - Glory Bells Band (Sound of Scandinavia)
- 1989 - Funk-o-Metal Carpet Ride -  Electric Boys (Polygram/Atco)
- 1991 - Groovus Maximus - Electric Boys (Polygram,Atco)
- 2011 - And Them Boys Done Swang - Electric Boys (Supernova Records/Cosmos Music)
- 2014 - Starflight United - Electric Boys (Ninetone Records)
- 2015 - Organic - Locomotive - (Locomotive labels)
- 2016 - A New Dawn Fades - Hemicrania (Hemicrania labels)
- 2018 - The Ghost Ward Diaries - Electric Boys (PledgeMusic / Mighty Music)
- 2019 - White Jazz Black Magic - Cirkus Prutz (Metalville)
- 2020 - Rambler - Black Paisley (Black Paisley Label AB)
- 2022 - Blues Revolution - Cirkus Prutz (Metalville)
- 2022 - Human Nature - Black Paisley (Black Paisley AB)
- 2025 - Manifesto - Cirkus Prytz (Metalville)

## TV (i urval)
- Öppet arkiv (spelning 31 mars 1988)
- Så jävla metal - Electric Boys feat. Svullo - "För fet för ett fuck" (live 1990)
- Alla tiders hits - Electric Boys - "Dancing On My Own".